# アレクサンドロ・デ・ソウザ
アレックス (Alex) こと、アレクサンドロ・ジ・ソウザ（Alexsandro de Souza, 1977年9月14日 - ）は、ブラジル・クリチバ出身の元同国代表サッカー選手、現サッカー指導者。現役時代のポジションはミッドフィールダー。

## 経歴
元々フットサルの選手のため技術力やパスセンスは一級品であり、司令塔タイプ。また頭脳的なプレーでスタジアムを沸かせる。左利きであるが右足の精度もなかなかのものを持つ。
2004年からトルコのフェネルバフチェSKに移籍すると、2004-05シーズンにリーグMVPを受賞するなどエースとして活躍。その後、2006-07シーズンのリーグ優勝や、チーム初の欧州CLベスト8進出に貢献している。
2010-11シーズンは前半戦は低調なパフォーマンスだったものの、後半戦からは大車輪の活躍をしてチームをリーグ優勝に導き、自身もリーグ戦28得点13アシストで得点王とアシスト王に輝いた。
2014年12月7日、現役引退を表明した。

## 代表歴
1997 FIFAワールドユースではU-20ブラジル代表の10番として出場したものの、ディエゴ・プラセンテ、ワルテル・サムエル、ファン・ロマン・リケルメ、パブロ・アイマール、エステバン・カンビアッソらを擁したU-20アルゼンチン代表に敗れベスト8。
FIFAコンフェデレーションズカップ1999ではブラジル代表の10番として準優勝。U-23ブラジル代表の10番とキャプテンとして臨んだシドニー五輪ではグループリーグ最終戦U-23日本代表戦で決勝点を挙げ、決勝トーナメント進出に貢献したが、準々決勝でこの大会の金メダルを獲ることになるカメルーンに延長戦の末敗れた。
コパ・アメリカ2004では再び10番を背負い優勝に貢献した。

## 引退後
2021年4月5日、2年契約でサンパウロFCのU-20チームの監督に就任することが発表された。

## 個人成績
| Club             | Season       | League | League | League | Cup  | Cup   | Cup   | Europe | Europe | Europe | Total | Total | Total |
| Club             | Season       | Apps   | Goals  | Assts  | Apps | Goals | Assts | Apps   | Goals  | Assts  | Apps  | Goals | Assts |
| ---------------- | ------------ | ------ | ------ | ------ | ---- | ----- | ----- | ------ | ------ | ------ | ----- | ----- | ----- |
| フェネルバフチェ | 2004-05      | 31     | 24     | 16     | 5    | 4     | 2     | 8      | 1      | 2      | 44    | 29    | 20    |
| フェネルバフチェ | 2005-06      | 31     | 15     | 24     | 8    | 2     | 1     | 4      | 3      | 2      | 43    | 20    | 27    |
| フェネルバフチェ | 2006-07      | 32     | 19     | 12     | 3    | 0     | 2     | 12     | 1      | 7      | 47    | 20    | 21    |
| フェネルバフチェ | 2007-08      | 28     | 14     | 12     | 3    | 0     | 1     | 12     | 4      | 6      | 43    | 18    | 19    |
| フェネルバフチェ | 2008-09      | 26     | 11     | 12     | 5    | 4     | 0     | 9      | 2      | 0      | 40    | 17    | 12    |
| フェネルバフチェ | 2009-10      | 26     | 11     | 11     | 9    | 7     | 1     | 8      | 3      | 2      | 43    | 21    | 14    |
| フェネルバフチェ | 2010-11      | 33     | 28     | 13     | 1    | 0     | 0     | 4      | 0      | 0      | 38    | 28    | 13    |
| フェネルバフチェ | 2011-12      | 33     | 14     | 7      | 3    | 3     | 4     | 0      | 0      | 0      | 36    | 17    | 11    |
| フェネルバフチェ | Total        | 240    | 136    | 107    | 37   | 20    | 11    | 57     | 14     | 19     | 334   | 170   | 137   |
| Turkey total     | Turkey total | 240    | 136    | 107    | 37   | 20    | 11    | 57     | 14     | 19     | 334   | 170   | 137   |

## タイトル
クラブ
パウメイラス
- コパ・ド・ブラジル : 1998
- コパ・メルコスール : 1998
- コパ・リベルタドーレス : 1999
- トルネイオ・リオ＝サン・パウロ（ポルトガル語版） : 2000
- コパ・ドス・カンピオンイス : 2000

フラメンゴ
- カンピオナート・カリオカ : 2000
- タッサ・リオ : 2000

クルゼイロ
- コパ・スル＝ミナス : 2001, 2002
- カンピオナート・ブラジレイロ・セリエA : 2003
- カンピオナート・ミネイロ : 2003, 2004
- コパ・ド・ブラジル : 2003

フェネルバフチェ
- スュペル・リグ : 2004-05, 2006-07, 2010-11
- テュルキエ・クパス : 2011-12
- トルコ・スーパーカップ : 2007, 2009

コリチーバ
- カンピオナート・パラナエンセ : 2013

代表
ブラジル U-17
- 南米ユース選手権 : 1992, 1995
- 南米U-17選手権 : 1995, 1997

ブラジル
- コパ・アメリカ : 1999, 2004

個人
- カンピオナート・パラナエンセ新人王 : 1995
- カンピオナート・パラナエンセ最優秀選手 : 1996
- カンピオナート・パラナエンセ最優秀MF : 1997
- コパ・メルコスール最優秀選手 : 1998
- IFFHS世界最優秀ストライカー : 1999
- 南米最優秀MF : 1999, 2003
- ボーラ・ジ・オーロ : 2003
- スュペル・リグ得点王 : 2006-07 (19得点), 2010-11 (28得点)
- UEFAチャンピオンズリーグアシスト王 : 2006-07 (6アシスト)